# Geniates bornelli
Geniates bornelli är en skalbaggsart som beskrevs av Lorenzo Camerano 1894. Geniates bornelli ingår i släktet Geniates och familjen Rutelidae. Inga underarter finns listade i Catalogue of Life.